# Rot-Weiß Merl
Rot-Weiß Merl (offiziell: Sportverein Rot-Weiß Merl e. V. von 1946) ist ein Sportverein aus dem Meckenheimer Stadtteil Merl im Rhein-Sieg-Kreis. Die erste Fußballmannschaft der Frauen nahm einmal am DFB-Pokal teil.

## Geschichte
Der Verein wurde am 30. März 1946 gegründet. Neben Fußball bietet der Verein auch die Sportarten Handball und Parkour an. Heimspielstätte der Fußballer ist die Alfred-Engel-Sportanlage. Gespielt wird auf Kunstrasen.

### Frauenfußball
Die Fußballerinnen von Rot-Weiß Merl schafften erstmals im Jahre 1997 den Aufstieg in die seinerzeit zweitklassige Regionalliga West, mussten aber am Saisonende prompt wieder absteigen. Auch dem zweiten Aufstieg in die Regionalliga im Jahre 2004 folgte der direkte Wiederabstieg. Erst nach dem dritten Aufstieg im Jahre 2006 konnten sich die Merlerinnen in der Regionalliga etablieren und erreichten in den Spielzeiten 2006/07 und 2008/09 jeweils den siebten Tabellenplatz. Im Jahre 2009 qualifizierte sich die Mannschaft für den DFB-Pokal und unterlag in der ersten Runde dem Bundesligisten SC 07 Bad Neuenahr deutlich mit 0:11.
Ein Jahr später war die Mannschaft schon sportlich abgestiegen. Als nach dem Beitritt des TuS Harpen zum VfL Bochum ein Platz in der Regionalliga frei wurde, verzichtete Rot-Weiß zu Gunsten des FC Sankt Augustin auf das Nachrücken. In der anschließenden Saison 2010/11 wurde die Mannschaft in die Landesliga durchgereicht, bevor es für die Mannschaft im Jahre 2016 hinunter in die Bezirksliga ging. Ende der 2010er Jahre ging es wieder aufwärts und die Merlerinnen stiegen im Jahre 2020 in die Landesliga und zwei Jahre später in die Mittelrheinliga auf.

### Männerfußball
Die Männer von Rot-Weiß Merl erlebten in den 2000er und 2010er Jahren einen sportlichen Aufschwung. Noch im Jahre 2005 stiegen die Merler in die unterste Spielklasse, die Kreisliga C ab. Zwei Aufstiege in Folge brachten die Mannschaft im Jahre 2007 in die Kreisliga A. Im Jahre 2010 gelang der Aufstieg in die Bezirksliga, dem vier Jahre später der Sprung in die Landesliga Mittelrhein folgte. Am Ende der Saison 2014/15 folgte der Abstieg in die Bezirksliga, dem zwei Jahre später der Abstieg in die Kreisliga A folgte. In der folgenden Spielzeit 2017/18 gelang der direkte Wiederaufstieg in die Bezirksliga, aus der sich die Merler in der Saison 2022/23 zurückzogen hat. Zwei Jahre später stiegen die Merler wieder auf.

## Persönlichkeiten
- Holger Jung
- Lex-Tyger Lobinger